# Joodpentafluoride
Joodpentafluoride is een anorganische verbinding, een interhalogeen, van de elementen jood en fluor met de formule {\displaystyle {\ce {IF5}}}. Het is een van de fluorides van jood. In zuivere vorm is het een kleurloze vloeistof, verontreinigde hoeveelheden kunnen geel kleuren. {\displaystyle {\ce {IF5}}} is een krachtig fluoriderend reagens, en het wordt zelfs in een aantal specialistische syntheses als oplosmiddel gebruikt.

## Moleculaire geometrie
Joodpentafluoride heeft als molecuul een vierzijdige piramide. De apicale binding (van jood naar de top van de piramide) is 184,4 pm lang, de overige vier jood-fluorbindingen in het grondvlak van de piramide zijn 186,9 pm lang. Jood heeft nog een vrij elektronenpaar dat naar onder uit de piramide steekt. De afstoting tussen het vrije elektronenpaar en de basale fluor-atomen is iets groter dan die tussen de basale  en het apicale fluoratoom, waardoor de hoek tussen de basale en het apicale fluoratoom iets kleiner is dan de verwachte 90°: 81,9°.

## Synthese
{\displaystyle {\ce {IF5}}} is voor het eerst bereid in 1891 door Henri Moissan door vast jood te verbranden in fluorgas. Deze exotherme reactie wordt nog steeds gebruikt om joodpentafluoride te maken, al zijn de reactieomstandigheden geoptimaliseerd.
{\displaystyle {\ce {I2 \ + \ 5 F2 \ -> \ 2 IF5}}}

## Reacties
- Met water reageert {\displaystyle {\ce {IF5}}} heftig onder vorming van waterstoffluoride en joodzuur:

{\displaystyle {\ce {IF5\ +3H2O\ ->\ HIO3\ +\ 5HF}}}
- Met fluorgas reageert het verder to t joodheptafluoride:[6]

{\displaystyle {\ce {IF5\ +\ F2\ ->\ IF7}}}
- Primaire amines reageren met joodpentafluoride tot Nitrillen na hydrolyse.[7]

## Oplosmiddel
{\displaystyle {\ce {IF5}}} is gebruikt als oplosmiddel voor reacties van metaalfluorides. Zo wordt bijvoorbeeld osmium(VI)fluoride omgezet naar met behulp van jood omgezet in osmium(V)fluoride, het oplosmiddel daarbij is joodpentafluoride waarbij tevens joodpentafluoride ontstaat:
{\displaystyle {\ce {10OsF6\ +\ I2\ ->\ 10OsF5\ +\ 2IF5}}}